# Choi Hong-hi
Choi Hong-hi (* 9. November 1918 in Kankyō-hokudo, damaliges Japanisches Kaiserreich, heutiges Nordkorea; † 15. Juni 2002 in Pjöngjang, Nordkorea) war ein südkoreanischer Generalmajor und Erfinder der Kampfkunst Taekwondo.

## Leben
Choi Hong-hi wurde am 9. November 1918 in der Gegend von Hwa Dae, im Bezirk Myong Chun der damaligen japanischen Provinz Chōsen (im Gebiet des heutigen Nordkoreas) geboren. Im Alter von zwölf Jahren wurde er wegen Aufwiegelung gegen das Japanische Kaiserreich, in welches Korea 1910 eingegliedert worden war, aus der Schule ausgeschlossen.
Deshalb schickte ihn sein Vater zu dem Kalligraphielehrer Han Il-dong. Bei diesem soll er Taekkyon erlernt haben, was jedoch umstritten ist. In seiner zweibändigen Autobiographie schreibt Choi:

„Der Meister [Anm.: Gemeint ist Han Il-dong] war gut in einer der koreanischen traditionellen Kampfkünste, Taek-Kyun [Anm.: Andere Schreibweise für Taekkyon], welches hauptsächlich Beinbewegungen beinhaltete. Er hatte eine tiefe Einsicht in die Kunst. Er sorgte sich nicht weniger als Vater über meinen schwachen Körper, weswegen er über berühmte gewonnene Kämpfe mit mir sprach. Auch wenn es vielleicht auf einem niedrigen Niveau war, zeigte er selbst mir die Grundbewegungen des Taek-Kyun.“

Es wird bezweifelt, dass Han Il-dong Taekkyon beherrschte, da dieser als Taekkyon-Meister unbekannt ist. Choi hat weiterhin auch nie die Grundbewegungen demonstriert, die er angeblich von Han gelernt hat. Zudem wurde in der Region Gangneung, wo Choi bei Han in der Lehre war, der Begriff „Taekkyon“ gar nicht verwendet.
1938 wurde Choi zur Weiterbildung auf die japanischen Hauptinseln gesandt. Dort erlernte er die japanische Kampfkunst Shotokan Karate und erlangte nach zwei Jahren Training den ersten Dan. Später soll er auch noch den zweiten Dan erlangt haben.
In der Folgezeit machte er eine steile militärisch-politische Karriere in Südkorea und entwickelte währenddessen die Kampfsportart Taekwondo. 1972 emigrierte er nach Kanada. 1980 brachte er Taekwondo nach Nordkorea.
Choi starb am 15. Juni 2002 83-jährig an Magenkrebs in Pjöngjang.

## Kampfkunst in der Zelle
Beim Ausbruch des Zweiten Weltkrieges wurde Choi von der Kaiserlich Japanischen Armee rekrutiert. Während seiner Stationierung in Pjöngjang wurde er als Organisator der koreanischen Unabhängigkeitsbewegung, die als „Studenten- und Soldatenbewegung von Pjöngjang“ bekannt wurde, angeklagt und während der acht Monate vor seinem Prozess in einem japanischen Gefängnis inhaftiert. Um die Langeweile zu mildern und sich physisch fit zu halten, soll er in seiner Zelle Shotokan Karate praktiziert haben. Innerhalb kurzer Zeit wurden sein Zellengenosse und der Gefängniswärter seine Schüler. Die Kapitulation Japans und der darauffolgende Entzug der Kontrolle über die Provinz Chōsen durch die Alliierten im August 1945 rettete Choi vor einer siebenjährigen Gefängnisstrafe. Daraufhin reiste er nach Seoul, wo er eine Soldaten- und Studentenpartei gründete.

## Kampfkunst und Militär
Im Januar 1946 wurde er als stellvertretender Leutnant in die neu gegründete koreanische Armee aufgenommen und bald darauf Kompaniechef des vierten Infanterieregiments in Gwangju in der Provinz Jeollanam-do (Choi Hong-hi, S. 24). Dort begann er zunächst damit, seine Soldaten im Karate zu unterrichten. Er wollte eine eigene kriegerische Kunst entwickeln, die dem japanischen Karate in Psyche und Technik überlegen sei.
Parallel zu seiner steilen militärischen Karriere (1948 wurde er Oberstleutnant, 1951 Brigadegeneral, 1954 Generalmajor, 1958 Leiter des Büros der Reservisten, 1959 stellvertretender Kommandeur der 2. Armee in Daegu, 1961 Kommandeur des 6. Armeekorps) wuchs sein Einfluss auf das Militär und so konnte er es durchsetzen, dass die von ihm entwickelte Kampfkunst in das Ausbildungsprogramm der Armee aufgenommen wurde (Choi Hong-hi, S. 748–750).

## Internationalisierung des Taekwondo
Die Kampfkunst verbreitete sich in der Folgezeit unter dem neuen Namen Taekwondo schnell auf der Koreanischen Halbinsel. 1959 bereiste Choi Hong-hi mit einem 19-köpfigen Demonstrationsteam Südvietnam und Taiwan, um Taekwondo auch außerhalb der Halbinsel zu verbreiten (Choi Hong-hi, S. 24). Diese Reise wurde zu einem überwältigenden Erfolg, sowohl im Ausland als auch auf der Halbinsel selbst. Mit immer neu zusammengestellten Teams bereiste er in den folgenden Jahren Amerika, Europa, den nahen und den mittleren Osten; viele Mitglieder dieser Teams blieben anschließend in den besuchten Ländern, um die Kampfkunst zu verbreiten und neue Landesverbände zu gründen. Am 22. März 1966 wurde in Seoul die International Taekwondo Federation (ITF) gegründet. Choi Hong-hi wurde der erste Präsident der ITF und hatte dieses Amt bis zu seinem Tode 2002 inne.

## Kampfkunst und Politik
1961 unterstützte Choi den Militärputsch in Südkorea, doch als General Park Chung-hee die Oberhand gewann, begann sein Stern zu sinken: Ende der 40er Jahre war Park von einem Militärgericht, dem Choi angehört hatte, zum Tod verurteilt worden. Das Urteil wurde nicht vollstreckt. Als Park an die Macht kam, wurde Choi gezwungen, in den Ruhestand zu treten.
1962 wurde er als Botschafter nach Malaysia geschickt (Choi Hong-hi, S. 751). Nach seiner Rückkehr nach Südkorea drei Jahre später war Choi bereits „Zwei-Sterne-General im Ruhestand“ (Choi Hong-hi, S. 752). Und noch 1968 wurde ihm der „Orden für Forschungsarbeiten auf dem Gebiet des Sports“ verliehen (Choi Hong-hi, S. 753). Doch im Laufe der folgenden Jahre fand er das Leben unter dem Park-Regime dermaßen unerträglich, dass er 1972 nach Kanada emigrierte – mit ihm übersiedelte auch die ITF. Als Reaktion darauf wurde in Südkorea unter der Militärdiktatur die regimetreue World Taekwondo Federation (WTF) gegründet.